# Japan Credit Bureau
Japan Credit Bureau, generalmente abreviado con las siglas JCB, es una sociedad de servicios financieros japonesa con sede en Tokio, Japón. El nombre en inglés es JCB Co., Ltd. (株式会社ジェーシービー, Kabushiki gaisha jē shī bī).
Fundada en 1961, JCB domina el mercado de las tarjetas de crédito japonesas desde 1968, año en el que se adquiere el Osaka Credit Bureau y sus tarjetas de crédito hoy en día son utilizadas en 20 países diferentes. Cuenta con una cartera de 100 millones de titulares de tarjetas de crédito con un manejo anual de más de 94,21 millones de dólares en 190 países. JCB opera también en red en las salas de espera de los aeropuertos más grandes de Europa, Asia, y América del Norte orientada a un público japonés, chino y coreano.
El 23 de agosto de 2006, JCB anunció una alianza con Discover Card. Las dos compañías firmaron un acuerdo a largo plazo que lleva a unificar los 2 circuitos haciendo mayor la cobertura.